# 仪州 (宋朝)
仪州，中国宋朝时设置的州。
宋太宗太平兴国二年（977年），北宋以避讳赵光义改义州为仪州。治所在华亭县（今甘肃省华亭市）。辖境约当今甘肃省华亭市一带。宋真宗咸平二年（999年），以仪州延蒙八部都首领渴哥领化州刺史。宋神宗熙宁五年（1072年）废仪州，地入渭州。